# Савченко, Иван Васильевич (биолог)
Иван Васильевич Савченко (род. 8 октября 1942, Воронежская область) — советский и российский учёный-растениевод, специалист по кормовой геоботанике.
Академик РАН (2013), РАСХН (2010, членкор с 2007), её вице-президент (2010—2014), доктор биологических наук (1977).
Лауреат Государственной премии Калмыцкой АССР.

## Биография
Родился в селе Куликовка Кантимировского района Воронежской области.
Окончил Московский государственный университет им. М. В. Ломоносова (1967), геолог-ботаник— геоботаник.
С того же года во Всероссийском НИИ кормов им. В. Р. Вильямса: младший научный сотрудник (1967—1969, 1971—1974), аспирант (1969—1971), старший научный сотрудник (1974—1978), заведующий лабораторией геоботаники (1978—1997).
С 1997 года в Россельхозакадемии: начальник отдела кормопроизводства, в 2001—2007 гг. ученый секретарь и в 2007—2010 гг. академик-секретарь Отделения растениеводства, вице-президент Россельхозакадемии (2010—2014).
С 2015 г. главный научный сотрудник отдела растительных ресурсов Всероссийского научно-исследовательского института лекарственных и ароматических растений (ВИЛАР).
Председатель редсовета (по биологии растений) журнала «Сельскохозяйственная биология», член редколлегий журналов «Вестник российской сельскохозяйственной науки», «Кормопроизводство», «Аграрная наука Северо-Востока».
Награжден медалью «В память 850-летия Москвы» и медалью ордена «За заслуги перед Отечеством» II степени за большой вклад в развитие отечественной науки, многолетнюю плодотворную деятельность и в связи с 300-летием со дня основания Российской академии наук (2024), а также медалями ВДНХ, в частности серебряной и бронзовой — ВДНХ СССР, удостоен Почетных грамот Государственной Думы Российской Федерации и Российской академии сельскохозяйственных наук.
Опубликовал около 300 научных трудов, в их числе ряд монографий.